# Cottolin
Cottolin är ett garn som består av cirka 60 % bomull och 40 % lin i form av s.k. cottoniserat linavfall.
Metoden infördes 1937 av textilingenjören Jean Jaques Tscudi.
Garnet är varumärkesskyddat sen 1938 varför liknande garnblandningar kan förekomma under andra namn. 
Garnet kännetecknas av att det är våtstarkt, mjukare än lin, och lätt att väva med, samt lätt att efterbehandla, (tvätta och pressa).

## Framställning
Först tillverkas cottonin (obs, stavningen, inte stavfel). Det görs av linavfall av olika slag, som cottoniseras —  behandlas att efterlikna bomull (cotton på engelska). Detta görs genom kokning så att växtlimmet i tågan upplöses. Därvid blir fibrerna kortare, liksom bomullens fibrer. I stället för att kokas kan linavfallet rivas mekaniskt. Men det måste sedan blandas med bomull för att kunna spinnas till cottolin (obs, stavningen).
Om tillskottet av bomull byts mot viskos (rayon, cellull) kallas garnet och vävar därav splendolin.